# Jeux de la solidarité islamique
Les Jeux de la solidarité islamique sont un événement sportif multinational organisé par la Fédération sportive de la solidarité islamique (créée le 6 mai 1985 à Riyad) sous l'égide de l'Organisation de la coopération islamique. 

## Éditions
| Année | Jeux | Pays            | Ville     | Date                       | Nations | Compétiteurs | Sports  | Épreuves |         |
| ----- | ---- | --------------- | --------- | -------------------------- | ------- | ------------ | ------- | -------- | ------- |
| 2005  | I    | Arabie saoudite | La Mecque | 8–20 avril                 | 55      | 6000         | 15      | 108      |         |
| 2010  | II   | Iran            | Téhéran   | Annulé                     | Annulé  | Annulé       | Annulé  | Annulé   |         |
| 2013  | III  | Indonésie       | Palembang | 22 septembre – 1er octobre | 44      | 1769         | 13      | 183      |         |
| 2017  | IV   | Azerbaïdjan     | Bakou     | 12–22 mai                  | 54      |              | 21      |          |         |
| 2022  | V    | Turquie         | Konya     | 9–18 août                  | 55      | 4200         | 19      | 380      |         |
| 2025  | VI   | Arabie saoudite | Riyad     |                            | À venir | À venir      | À venir | À venir  | À venir |